# Schiff & Zeit
Schiff & Zeit ist eine deutsche Zeitschrift mit wissenschaftlichem Anspruch, die von 1973 bis 2012 im Koehlers-Verlag von der Deutschen Gesellschaft für Schiffahrts- und Marinegeschichte (DGSM) in Hamburg herausgegeben wurde. Das Periodikum widmete sich maritimen und historischen Themen. Nachdem sich 1992 die DGSM und der Arbeitskreis für Schiffahrts- und Marinegeschichte zusammengetan hatten, wurden auch deren Publikationen unter dem Titel Schiff & Zeit – Panorama maritim ab Heft 36 herausgebracht. Die Zählung von Schiff & Zeit wurde beibehalten. Ehemalige Chefredakteure waren unter anderem Jochen Brennecke und Jan Heitmann.
Ab 2013 erschien Schiff Classic im GeraMond Verlag als Nachfolger. 2019/20 beschloss der Vorstand der DGSM, die Schiff & Zeit. Panorama maritim erneut herauszugeben, um eine größere Themenbandbreite und eine fachwissenschaftliche redaktionelle Betreuung zu gewährleisten. Im Juli 2020 erschien unter der Nr. 118 das erste Heft der Neuausgabe. Die Zeitschrift wird von der DGSM herausgegeben; Chefredakteur ist  der Historiker Dirk Sieg.